# درويان شيخ أحمو (سقز)
قرية درويان شيخ أحمو (بالكردية: دەرەویان شێخ ئەحمەو) هي إحدى القرى التابعة لـخورخوره في ريف قسم زيويه من مقاطعة سقز، في محافظة كردستان الإيرانية.

## السكان
حسب إحصاءات سنة 2006، بلغ إجمالي السكان في درويان شيخ أحمو 446 نسمة وعدد المساكن 81 مسكن. لغة سكان درويان شيخ أحمو هي اللغة الكردية و هم من أهل السنة والجماعة والمذهب الشافعي.